# 楊文炳 (果敢)
楊文炳（1897年—1949年），字虎臣，部分文獻記載為楊虎城，20世紀初的果敢世襲土司。

## 生平
楊文炳的堂叔楊春錦、楊春沛互相爭奪土司世襲權，最終由英國政府將世襲權判給楊文炳。1942年，二次大戰日軍入侵緬甸，英國軍隊無法保護果敢，日軍由緬甸方向往雲南進攻。重慶國民政府派路警總隊政訓主任陳毓漢遊說，楊文炳前往重慶，決定與蔣中正合作抗日。戰爭使得土司家族流離失所，楊一度遭到中國官員關押，直到1944年4月才被釋放。1945年10月楊重返果敢重掌政局。
楊文炳在重慶時，客家學者羅香林專程前往訪問，寫下了〈緬甸果敢土司之認識〉收錄於《歷史之認識》一書。1947年楊文炳被授予OBE英帝國勛章。8月25日，果敢脫離木邦（北興威），成為撣邦的一個完整的土司邦，不再隸屬於木邦，這對果敢來說頗具歷史意義。
1930年長子楊振源亡於食物中毒。1946年楊文炳退位，次子楊振材承襲土司。